# Noche de los cristales rotos
La noche de los cristales rotos (en alemán: Novemberpogrome 1938 o, más popularmente, Kristallnacht) fue una serie de linchamientos y ataques combinados ocurridos en la Alemania nazi y también en Austria, durante la noche del 9 al 10 de noviembre de 1938, llevados a cabo contra ciudadanos judíos por las tropas de asalto de las SA junto con la población civil, mientras las autoridades alemanas observaban sin intervenir, siendo así el mayor pogromo en la historia.
Presentado por los responsables nazis como una reacción espontánea de la población tras el asesinato, el 7 de noviembre de 1938, de Ernst vom Rath, secretario de la embajada alemana en París por un judío polaco de origen alemán, Herschel Grynszpan, los pogromos fueron cometidos por miembros de la Sturmabteilung (SA), la Schutzstaffel (SS) y las Juventudes Hitlerianas, apoyadas por el Sicherheitsdienst (SD), la Gestapo y otras fuerzas de la policía.
Estos pogromos fueron dirigidos contra los ciudadanos judíos y sus propiedades, así como también la destrucción de las sinagogas de todo el país. El nombre del pogromo se debe a los vidrios rotos pertenecientes a los escaparates de las tiendas y a las ventanas de los edificios de propiedad judía, que cubrían las calles como consecuencia de los destrozos.
Al menos 91 ciudadanos judíos fueron asesinados durante los ataques y otros 30 000 fueron detenidos y posteriormente deportados en masa a los campos de concentración de Sachsenhausen, Buchenwald y Dachau. Las casas de la población judía, así como sus hospitales y sus escuelas, fueron saqueadas y destruidas por los atacantes, demoliéndolas con mazos. Más de 1000 sinagogas fueron quemadas —95 solo en Viena— y más de 7000 tiendas de propiedad de judíos fueron destruidas o seriamente dañadas.
La Kristallnacht fue seguida por una persistente persecución política y económica a la población judía, y es considerada por los historiadores como parte de la política racial en la Alemania nazi y el paso previo del inicio de la Solución Final y del Holocausto.

## Antecedentes

### Persecuciones y medidas antisemitas

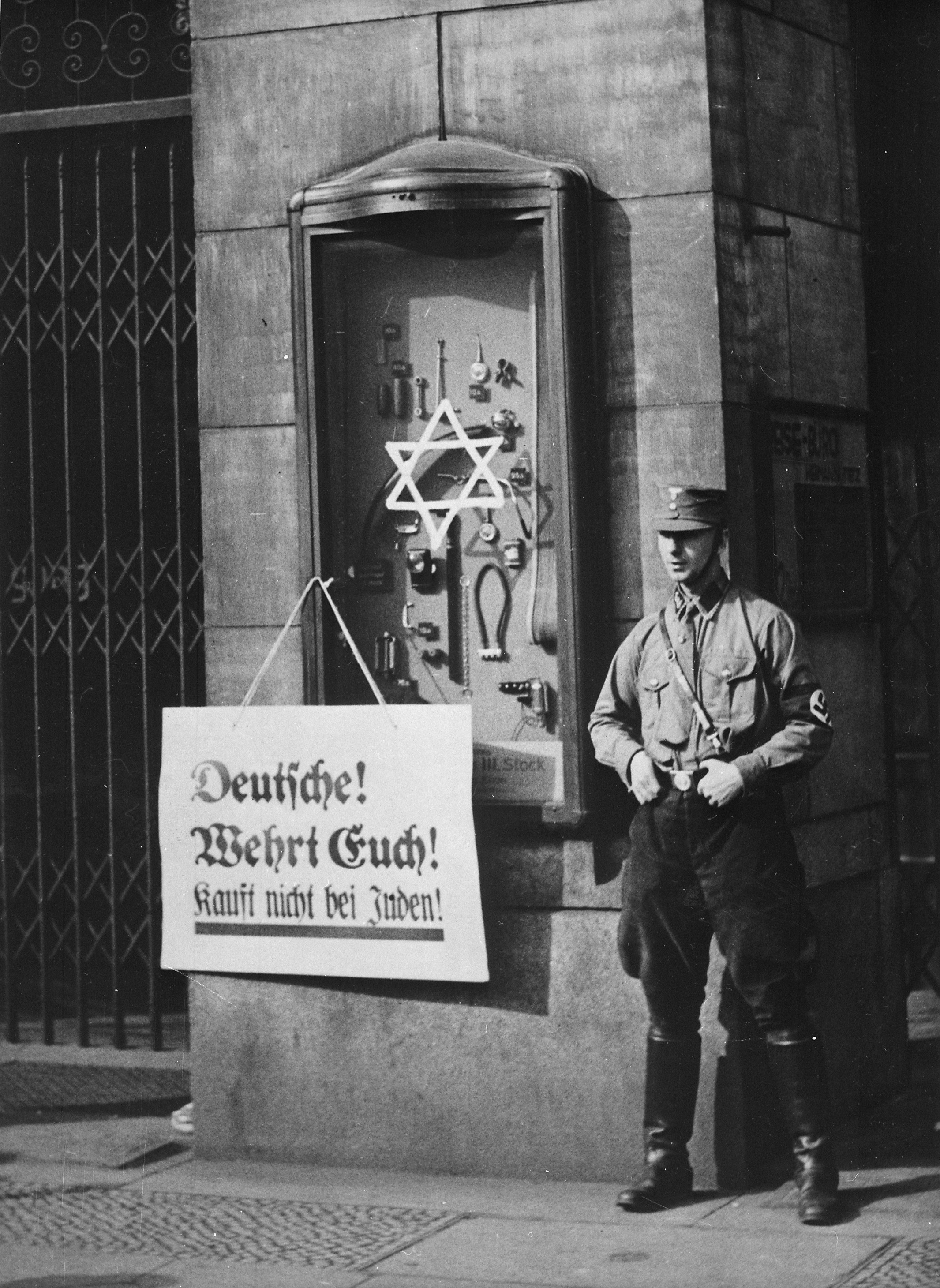
Antisemitismo en Alemania. Boicot realizado por el partido nazi. La pancarta dice: «¡Alemanes, defiéndanse! ¡No compren a los judíos!», 1 de abril de 1933

Si bien existió, desde mucho antes del advenimiento del nacionalsocialismo y no solo en Alemania sino además en otros países, cierta reticencia a integrar a las personas de origen o confesión judaica -así como de otras minorías- a sus respectivas sociedades -por razones complejas y ancestrales-, el antecedente más directo de lo que derivará en el "Holocausto" nazi puede buscarse entre las excusas de los derrotados en la Primera Guerra Mundial (1914-1918). Esos humillados del Tratado de Versalles esgrimirían como excusa la leyenda de la puñalada por la espalda, en alusión a las muchas manifestaciones contra la guerra que se llevaron adelante en Alemania durante el desarrollo de esta. Esta sentencia recorrería publicaciones y conversaciones en ámbitos de poder y entre intelectuales, hasta llegar a hacerse vox populi.
Aunque en la década de 1920, parte de los judíos estaban integrados como ciudadanos en la sociedad alemana, sirvieron en las fuerzas militares y contribuyeron en los campos de la ciencia, cultura e industria alemana, los casos de violencia contra los judíos existían incluso antes de la toma del poder de los nazis.
Los 600 000 judíos de Alemania, que representaban solo el 0,76 % de la población total, fueron señalados por la maquinaria de la propaganda nazi, liderada por Joseph Goebbels, primero como un enemigo interno responsable de la derrota de Alemania en la Primera Guerra Mundial, y luego de sus consiguientes dificultades económicas, como la hiperinflación de la década de 1920 y la Gran Depresión.
Fue durante la hiperinflación de 1922-1923 cuando se produjo el pogromo de Scheunenviertel, en Berlín. En 1931 fueron organizados los pogromos de Kurfürstendamm, en Berlín, por Wolf-Heinrich von Helldorff, el líder de las SA y más tarde jefe de la policía.
El programa del partido nazi, escrito el 24 de febrero de 1920, establecía que los ciudadanos solo pueden ser hermanos de sangre (Volksgenosse). [...] No puede ser un judío hermano de sangre y, en el libro Mein Kampf, Adolf Hitler proclamó en numerosas ocasiones su deseo de que Alemania quede libre de judíos (judenfrei).
Las condiciones de la población judía comenzaron a cambiar después del nombramiento de Hitler como Canciller de Alemania por el presidente Paul von Hindenburg, el 30 de enero de 1933 y la posterior asunción al poder del dictador después del incendio del Reichstag.
Esta discriminación se reflejó particularmente por el boicot a los negocios de los judíos, requerido por Hitler, organizado por Julius Streicher y ejecutado por las SA, el 1 de abril de 1933, en una operación con limitado éxito y ampliamente condenado en el extranjero.
Desde sus inicios, el régimen de Hitler se movió rápidamente para introducir las políticas antisemitas. A partir de 1933, el gobierno alemán aprobó una serie de leyes antijudías para restringir los derechos de los judíos alemanes para trabajar, para disfrutar como alemán y educarse a sí mismos, incluyendo la Ley para la Restauración de la Función Pública, que prohibía a los judíos trabajar en la administración pública.
El ostracismo hacia los judíos se oficializó el 15 de septiembre de 1935 tras la aprobación de las Leyes de Núremberg, sobre todo con la Ley para la Protección de la Sangre y el Honor Alemán (Blutschutsgesetz) y la Ley de Ciudadanía del Reich (Reichsbürgergesetz). Estas leyes y decretos fueron dictados para establecer las características del judío, medio-judío o cuarto de judío (mischling; mestizos), de acuerdo con la ascendencia; prohibir las relaciones sexuales y el matrimonio entre los ciudadanos de sangre alemana o afín y los judíos; privar a los judíos de la ciudadanía alemana, así como la mayor parte de sus derechos políticos, incluido el derecho de voto, y la exclusión de ciertas profesiones y la educación.
La campaña antijudía se endureció en 1937, en particular mediante la exhibición de la película de propaganda antisemita Der ewige Jude (‘el judío eterno’), y se incrementaría al año siguiente.
A principios de 1938, los pasaportes de los judíos alemanes fueron confiscados. El 26 de abril los judíos fueron obligados a registrar todos los bienes que poseían, lo que facilitaría su arianización. El 17 de agosto, los nombres usados por los judíos fueron regulados y tres órdenes adicionales a las Leyes de Núremberg definieron el concepto de negocio judío y prohibieron a los judíos el ejercicio de la práctica de la medicina.
Todo se realizó para empujar a los judíos a emigrar, fuese cual fuese el precio.

### La expulsión de los judíos polacos de Alemania

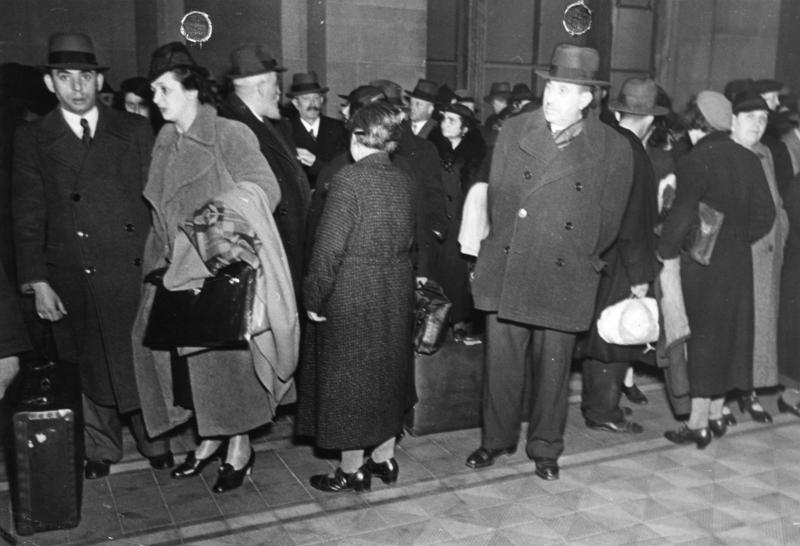
Expulsión de los judíos polacos de Núremberg, 28 de octubre de 1938.

En agosto de 1938 las autoridades alemanas anunciaron que los permisos de residencia para los extranjeros serían cancelados y que tendrían que ser renovados. Esto incluía a los judíos nacidos en Alemania de origen extranjero. Polonia declaró que no aceptaría a judíos de origen polaco después de octubre. En la llamada Polenaktion, más de 17 000 judíos nacidos en Polonia, entre ellos el filósofo y teólogo, rabino Abraham Joshua Heschel y el futuro crítico literario Marcel Reich Ranicki, fueron expulsados de Alemania el 28 de octubre de 1938 por orden de Hitler. Se les ordenó abandonar sus hogares en una sola noche, y solo se les permitió llevar consigo una maleta por persona para empacar sus pertenencias. El resto de sus posesiones fueron confiscadas como botín, tanto por las autoridades nazis como por sus vecinos alemanes no judíos.
Los deportados fueron arrancados de sus casas en horas de la noche a las estaciones de ferrocarril y fueron puestos en trenes rumbo a la frontera con Polonia. Los guardias fronterizos polacos negaron el ingreso de sus ciudadanos a través de sus ciudades fronterizas.
Como resultado, miles de judíos quedaron atrapados en la frontera, en instalaciones provisionales durante varios días o semanas marchando sin comida ni refugio entre las fronteras.
Tras negociaciones con Alemania, a cuatro mil se les concedió la entrada a Polonia, pero los restantes 13 000 se vieron obligados a permanecer en la frontera en duras condiciones esperando ser autorizados para entrar a Polonia. Tras las negociaciones entre ambos gobiernos, los deportados que no consiguieron entrar a Polonia fueron enviados a los campos de concentración nazis.

### El asesinato de Vom Rath

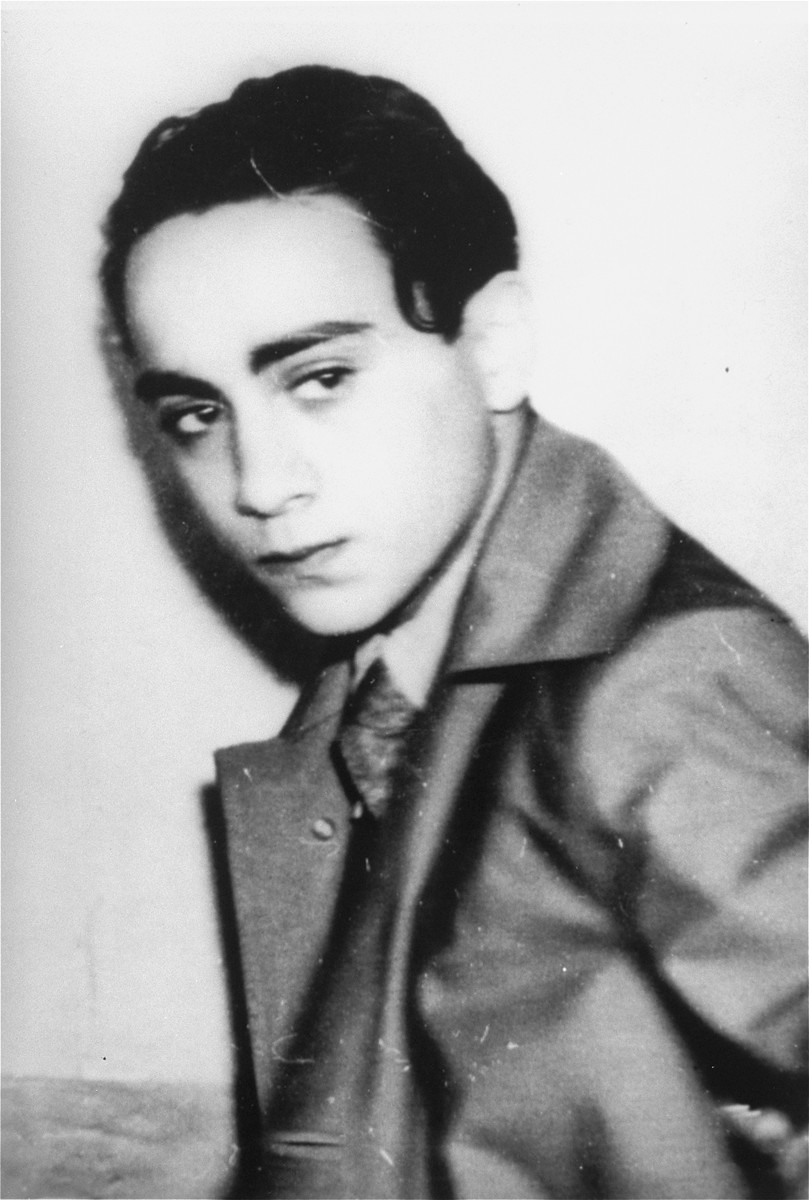
Herschel Grynszpan.

Entre los expulsados estaba la familia de Zindel y Rivka Grynszpan, judíos polacos que habían emigrado a Alemania en 1911 y se instalaron en Hannover. En el juicio de Adolf Eichmann en 1961, Zindel Grynszpan relató los acontecimientos de su deportación de Hannover en la noche del 27 de octubre de 1938: «Nos llevaron en camiones de la policía, en los camiones de los presos, con unos 20 hombres en cada camión, y nos llevaron a la estación de tren. Las calles estaban llenas de gente que gritaba: "Juden raus! Auf nach Palästina!" ('¡Judíos fuera! ¡iros a Palestina!')».
Con diecisiete años de edad, su hijo Herschel Grynszpan estaba viviendo en París con un tío.
Su hermana, Berta, le envió una postal desde la frontera polaca describiendo la situación de la expulsión de su familia: «Nadie nos dijo lo que estaba pasando, pero nos dimos cuenta de que éste iba a ser el final... No tenemos ni un centavo. ¿Podrían enviarnos algo?».
Herschel recibió la postal el 3 de noviembre. En la mañana del lunes 7 de noviembre, compró un revólver y una caja de balas, luego fue a la embajada alemana y pidió ver a un funcionario. Después fue trasladado a la oficina de Ernst vom Rath y Herschel le disparó tres veces en el abdomen. Tras el atentado Grynszpan no hizo ningún intento de escapar de la policía francesa, confesando ser el autor de los disparos.
El 8 de noviembre, en Alemania se anunciaron las primeras medidas punitivas en respuesta a los disparos. Los periódicos y revistas judíos iban a dejar de publicar inmediatamente. En el momento había tres periódicos judíos alemanes que tenían circulación nacional y había cuatro periódicos culturales, varios periódicos deportivos y varias docenas de boletines a la comunidad, de los cuales solo el de Berlín tenía una circulación de 40 000 ejemplares.
El gobierno anunció que los niños judíos ya no podía asistir a las escuelas del estado alemán. Todas las actividades culturales de los judíos también fueron suspendidas indefinidamente. Sus derechos como ciudadanos habían sido despojados.
No hubo declaraciones públicas por parte de funcionarios nazis acerca del ataque contra el diplomático Vom Rath, aunque a partir del 8 de noviembre de 1938 una campaña antisemita en la prensa, orquestada por Joseph Goebbels, alentó a los pogromos llevados a cabo por los líderes locales del partido nazi, especialmente en Hesse-Cassel, Múnich y Hannover. El 9 de noviembre Ernst vom Rath murió, como consecuencia de su muerte, los nazis aprovecharon la excusa, para llevar a cabo la Noche de los Cristales, atacando a la comunidad judía en una serie coordinada de pogromos antisemitas.

## Los acontecimientos

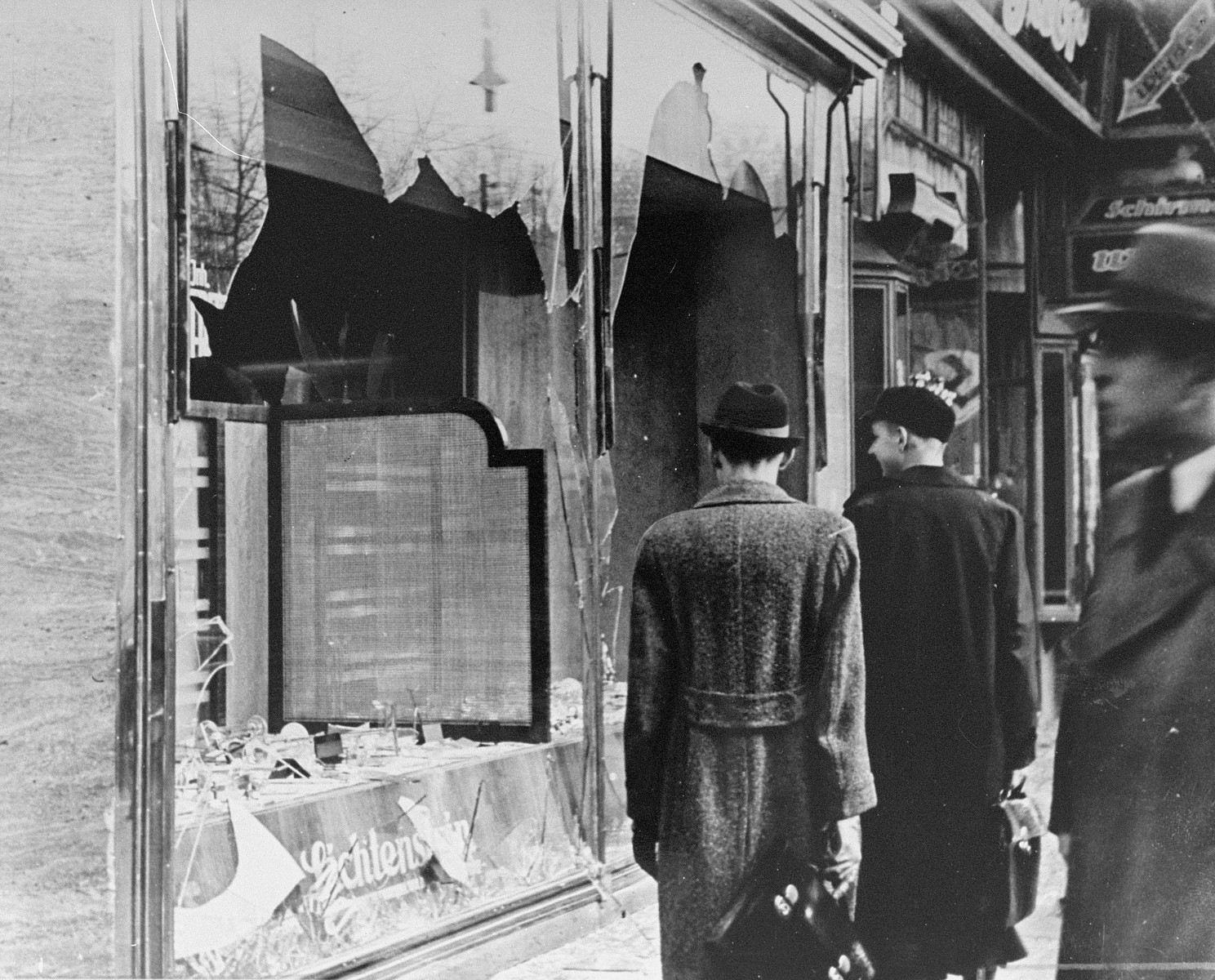
Un día después de la noche de los cristales rotos, ciudadanos alemanes ven la destrucción del día anterior, 11 de noviembre de 1938

### La noche de los cristales rotos
El asesinato de Vom Rath sirvió como pretexto para lanzar una revuelta contra ciudadanos judíos en toda Alemania y Austria. El 9 de noviembre estos altercados dañaron, y en muchos casos destruyeron prácticamente todas las sinagogas de Alemania y numerosos cementerios judíos, además de tiendas y almacenes judíos. Más de 30 000 judíos fueron detenidos e internados en campos de concentración, donde algunos de ellos murieron. El número de judíos alemanes asesinados es incierto, con estimaciones de entre 36 a 200 aproximadamente durante más de dos días de levantamientos.
Los acontecimientos en Austria no eran menos terribles, y la mayor parte de las 94 sinagogas de Viena y las casas de oración fueron dañadas parcial o totalmente. Esta gente fue sometida a toda clase de humillaciones.

### Reacciones en el exterior
El acontecimiento desacreditó a los movimientos nazis en Europa y Estados Unidos, provocando un declive. Muchos periódicos condenaron el suceso, comparándolo con las salvajes revueltas provocadas por la Rusia Imperial en la década de 1880. Estados Unidos retiró a su embajador (pero no rompió sus relaciones diplomáticas), mientras que otros gobiernos cortaron directamente sus relaciones diplomáticas con Alemania a modo de protesta. En el conflicto español (que llevaba ya tres años activo) el bando sublevado España franquista justificó y hasta aplaudió el pogromo.

### Consecuencias
La persecución y los daños económicos provocados a los judíos alemanes no cesaron con el altercado, aunque sus negocios hubieran sido ya saqueados. También los forzaron a pagar una multa colectiva de mil millones de marcos al gobierno nazi. Esto era una hipocresía: el propio diario The New York Times tenía pruebas fotográficas demostrando que los nazis eran cuando menos parcialmente responsables. Era una forma de castigo colectivo, más tarde denunciado ante la Convención de Ginebra.
Durante el anuncio de la sanción, el dirigente nazi Hermann Göring, que había insistido mucho antes en tomar medidas contra los judíos, había descrito sin querer la realidad de aquel suceso:

La ciudadanía judía de Alemania, como castigo por sus crímenes abominables, tiene que hacer frente a una multa de mil millones de marcos. A propósito, debo reconocer que no me gustaría ser judío en Alemania.

Las consecuencias de la barbarie de aquella noche llamaron la atención del círculo cercano a Hitler, quienes habían insistido en no llevar adelante una acción pública y abierta contra los judíos -como la que propusiera Goebbels, finalmente realizada-, sino una discreta y sistemática, como la que comenzaría entonces: Una nueva fase de las actividades antisemitas del partido nazi y los aparatos estatales, conduciendo a la deportación y, finalmente, al exterminio de la mayor parte de los judíos que vivían en Alemania.
Aunque pocas personas lo supieran entonces, la noche de los cristales rotos era el primer paso en la persecución sistemática y el asesinato masivo de judíos en todas partes de Europa, en lo que fue conocido posteriormente como el Holocausto.